# نسوية راديكالية مقصية للعابرات
نسوية راديكالية مقصية للعابرات. تم تسجيل هذا المصطلح لأول مرة في عام 2008 ، وقد تم استخدامه في الأصل للتمييز بين النسويات الشاملة للعابرات ومجموعة من النسويات الراديكاليات اللائي يرفضن التأكيد على أن العابرات جنسيًا نساء، وإدراج العابرات في مساحات النساء، وتشريعات حقوق العابرين/ات جنسياً . تؤكد النسويات الشاملة للعابرات أن هذه الأفكار معادية للعابرات جنسياً .